# Soldaten i fält
Soldaten i fält (SoldF) är ett soldatreglemente för Försvarsmakten, som utgivits i ett flertal upplagor. 
Boken är genomgående rikligt illustrerad och pedagogisk, vilket har varit viktigt då boken har tjänat som en grundläggande lärobok för alla värnpliktiga. De flesta utgåvorna illustrerades med teckningar av Alf Lannerbäck.
År 2023 översattes boken till ukrainska.

## Utgåvor (urval)
Första utgåvan av reglementet kom 1927 under benämningen "Soldatinstruktion för infanteriet". Den första SoldF utgavs 1951.
- 1943: Soldatinstruktion för Infanteriet (SoldI Inf). Stockholm: Lantförsvarets kommandoexpedition. 1943
- 1953: Soldaten i fält (1953 års uppl.). Stockholm: Försvarets kommandoexpedition. 1952. Libris 3316641
- 1956: Soldaten i fält: tjänst vintertid = SoldF Vinter (1956 års uppl.). Stockholm: Ivar Hæggströms boktr. 1956. Libris 2272391
- 1960: Soldaten i fält.. Stockholm. 1960. Libris 3317287
- 1965: Soldaten i fält.. Stockholm. 1965. Libris 3317731
- 1972: Soldaten i fält: SoldF. 1 (1972 års uppl.). Stockholm: Allmänna förlaget. 1972. Libris 9868814. ISBN 91-38-00075-X
- 1986: Soldaten i fält: SoldF (1986 års utg.). Stockholm: Chefen för armén i samarbete med Försvarets läromedelscentral (FLC). 1986. Libris 623706
- 2001: Soldaten i fält (2001 års utg.). Sundbyberg: Försvarets bok- och blankettförråd [distributör]. 2001. Libris 8394531